# Зарудинці (станція)
Зарудинці — проміжна залізнична станція Південно-Західної залізниці, розташована поблизу однойменного села Житомирської області, між станціями Махаринці (25 км) та Ржевуська (24 км).

## Історія
Станцію Ружин було відкрито 1890 року у складі лінії Козятин — Христинівка. 1891 року отримала теперішню назву. До станції курсують приміські поїзди з Козятина до Жашкова, Погребища, Христинівки.
Будівля залізничної станції та станційна водонапірна вежа, побудовані 1890 року, внесені до переліку пам'яток архітектури місцевого значення. Неподалік від станції збереглася будівля колишньої насосної станції, що подавала воду від ставка на станцію.
Станом на 17 грудня 1926 року станція підпорядковувалася Зарудинецькій сільській раді Ружинського району. На 1 вересня 1946 року не перебуває на обліку в раді.